# 维永维尔
维永维尔（法語：Vionville，法語發音：[vjɔ̃vil]）是法国摩泽尔省的一个旧市镇，属于梅斯区。2019年，维永维尔与市镇勒宗维尔合并为新市镇勒宗维尔-维永维尔。

## 地理
维永维尔（49°5'31"N, 5°56'53"E）面积9.65 平方千米，位于法国大東部大區摩泽尔省，该省份为法国东北部内陆省份，是洛林的一部分，西南接默尔特-摩泽尔省，东临下莱茵省，北与卢森堡和德国接壤。
与维永维尔接壤的市镇（或旧市镇、城区）包括：布吕维尔、尚布莱-比西耶尔、马斯拉图尔、圣马塞尔、特龙维尔、戈尔兹、勒宗维尔。

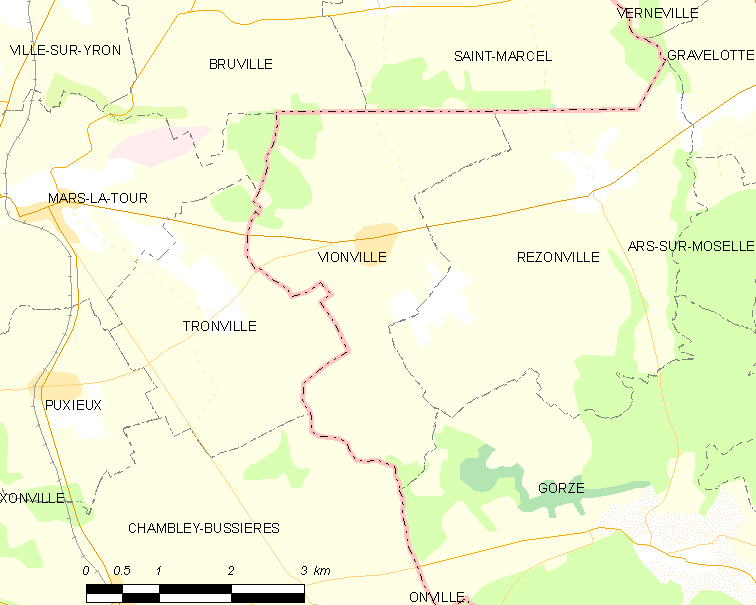
维永维尔的OSM定位图

维永维尔的时区为UTC+01:00、UTC+02:00（夏令时）。

## 行政
维永维尔的邮政编码为57130，INSEE市镇编码为57722。

## 政治
维永维尔所属的省级选区为摩泽尔山坡县。

## 人口

1962-2008年间维永维尔人口变化图示

维永维尔于2018年1月1日时的人口数量为188人。